# (29473) Krejčí
(29473) Krejčí – planetoida z pasa głównego asteroid okrążająca Słońce w ciągu 4 lat i 197 dni w średniej odległości 2,74 j.a. Została odkryta 21 października 1997 roku w obserwatorium astronomicznym w Ondřejovie przez Petra Pravca i Lenkę Šarounovą. Nazwa planetoidy pochodzi od Františka Krejčí (1901–1984), założyciela publicznego obserwatorium w Karlowych Warach, honorowego członka Czechosłowackiego Towarzystwa Astronomicznego. Przed jej nadaniem planetoida nosiła oznaczenie tymczasowe (29473) 1997 UE8.